# 维克托·韦特斯特伦
维克托·韦特斯特伦（瑞典語：Victor Wetterström，1884年8月27日—1956年5月11日），生于斯德哥尔摩，瑞典男子冰壶运动员。他曾代表瑞典参加1924年冬季奥林匹克运动会冰壶比赛，获得一枚银牌。